# 11197 Beranek
11197 Beranek eller 1999 CY25 är en asteroid i huvudbältet som upptäcktes den 10 februari 1999 av LINEAR i Socorro County, New Mexico. Den är uppkallad efter Benjamin Charles Beranek.
Asteroiden har en diameter på ungefär 8 kilometer och den tillhör asteroidgruppen Nysa.